# Operation Plowshare

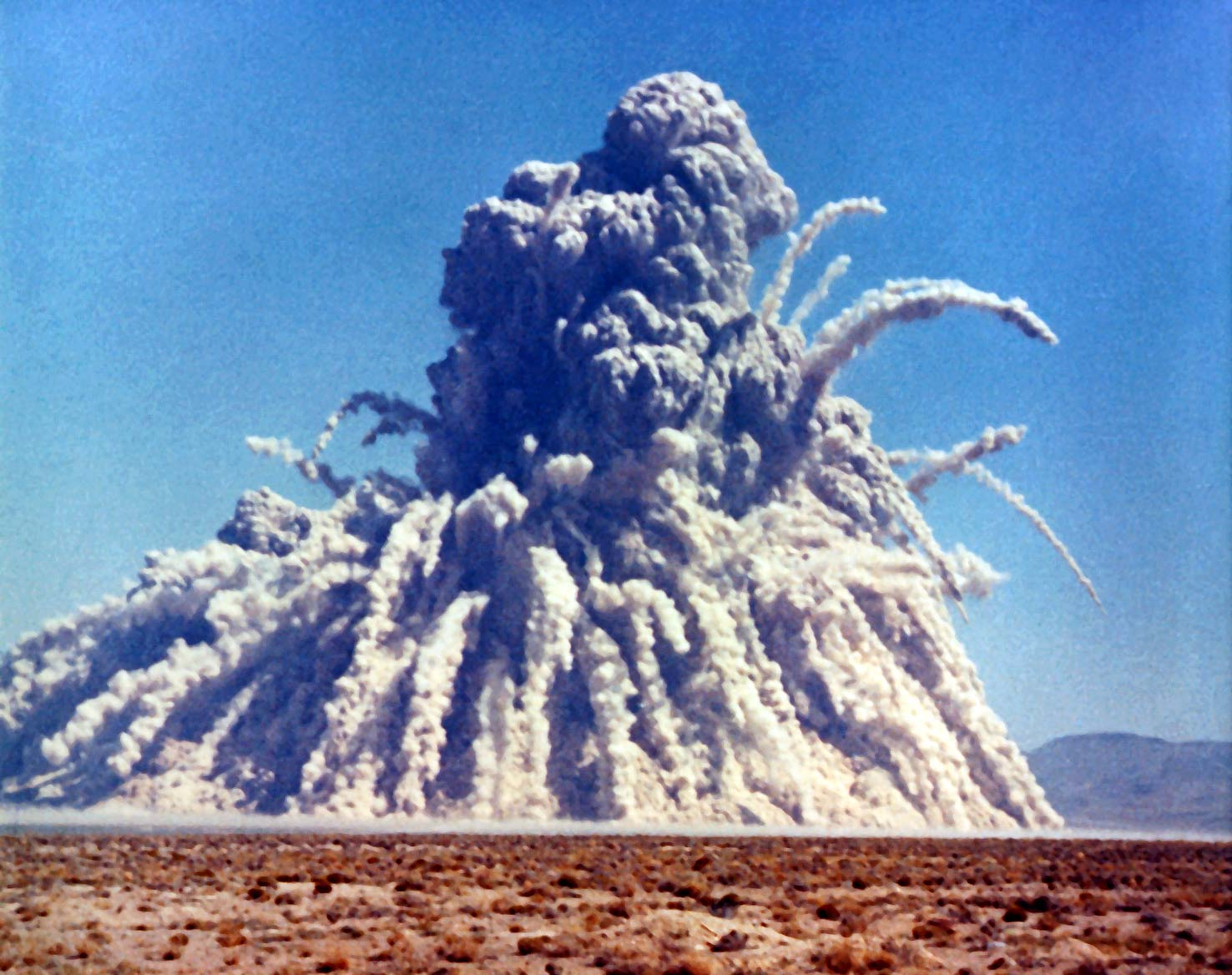
Storax-Sedan-Explosion von 1962

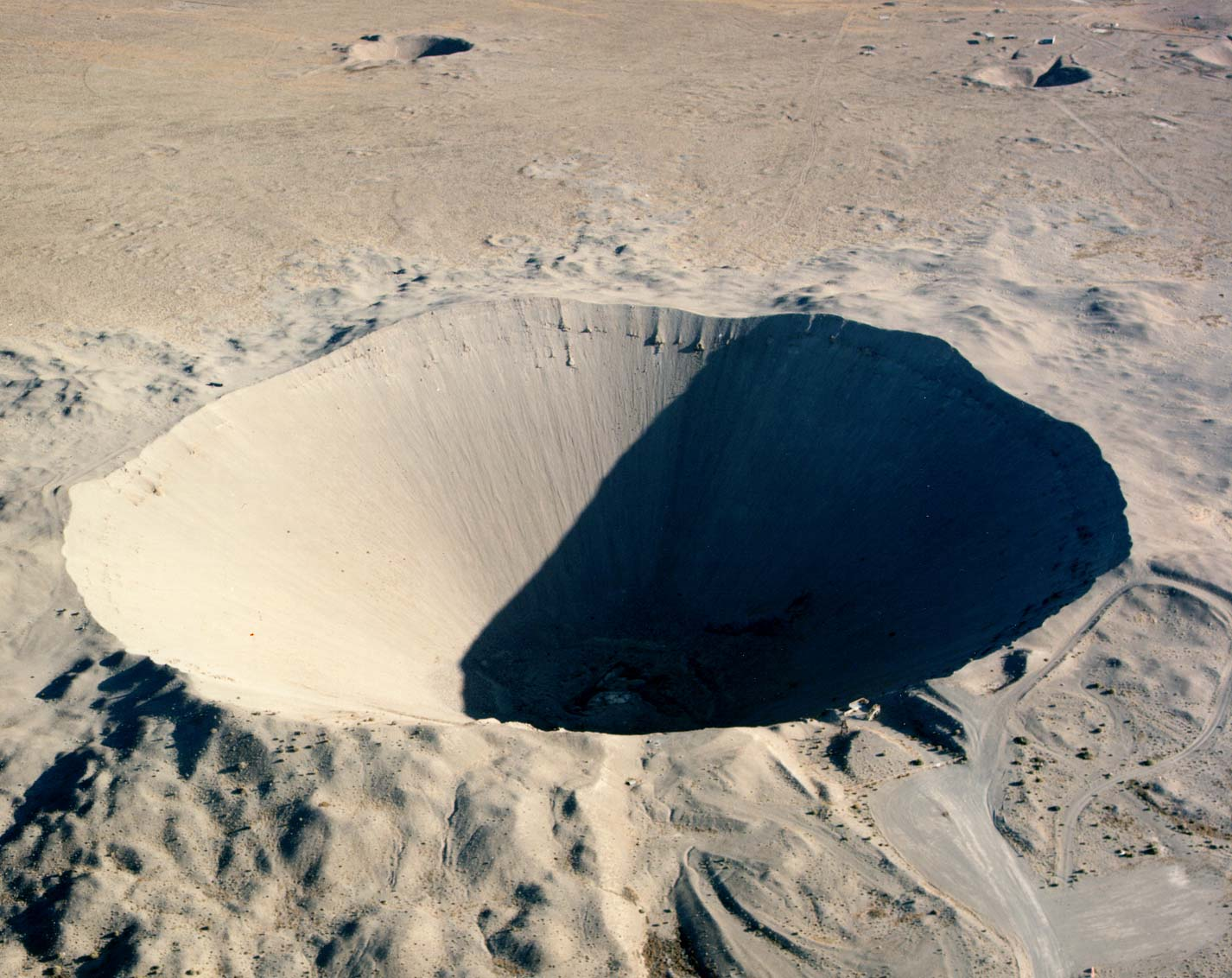
Der Krater der Storax Sedan-Explosion von 1962

Operation Plowshare (auch Project Plowshare oder deutsch „Operation Pflugschar“) war der in den Vereinigten Staaten gebräuchliche Begriff für die Entwicklung von Techniken zur Nutzbarmachung nuklearer Explosionen für zivile Bauprojekte.
Der Begriff wurde 1961 geprägt und ist angelehnt an das Buch Micha (Mi 4,3 : „Sie werden ihre Schwerter zu Pflugscharen und ihre Spieße zu Sicheln machen.“). Die Sowjetunion betrieb unter dem Namen Atomexplosionen für die Volkswirtschaft ein ähnliches Projekt, das schon 1949 von Andrei Januarjewitsch Wyschinski, sowjetischem Diplomat bei der UN, angekündigt worden war.
Projektleiter in Livermore war von 1959 bis 1961 Wilmot N. Hess.

## Diskutierte Einsatzgebiete

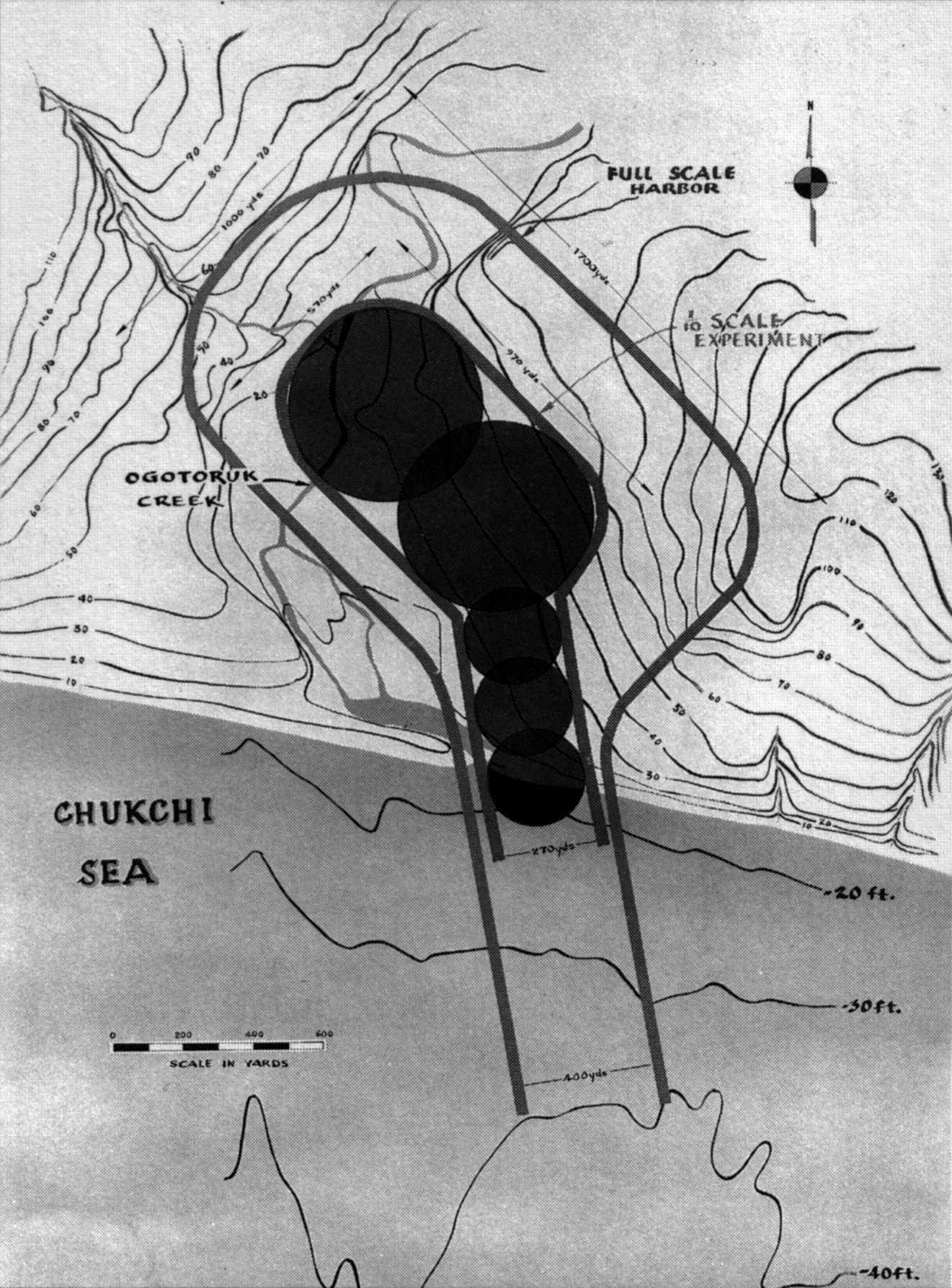
Projekt Chariot: Die äußere Linie zeigt den Verlauf einer gedachten Sprengung mit einem TNT-Äquivalent von 2,4 Megatonnen TNT (MT); die innere Linie zeigt die vermutete Wirkung einer Sprengung von 460 Kilotonnen TNT (kT). Zum Vergleich: Die Atombombe von Hiroshima hatte eine Sprengkraft von etwa 15 kT

Unter anderem wurde vorgeschlagen, mittels nuklearer Explosionen den Panamakanal zu erweitern oder einen neuen Wasserweg durch Nicaragua zu schaffen, den Nicaragua-Kanal. Ebenfalls denkbar wäre ein Durchbruch durch Bergketten für den Bau von Highways oder die Schaffung von Kavernen zur Speicherung von Wasser, Öl oder Gasen.
Ein diskutierter durch Israel führender Kanal hätte den Suezkanal umgehen können.
Weit fortgeschritten war die Planung für Operation Chariot. Dabei sollte mit mehreren Wasserstoffbomben ein künstlicher Hafen bei Kap Thompson in Alaska geschaffen werden. Letztlich scheiterte der Plan an der kurzen eisfreien Zeit dort sowie den Sorgen um eine mögliche nukleare Kontamination der Gegend.

## Testexplosionen

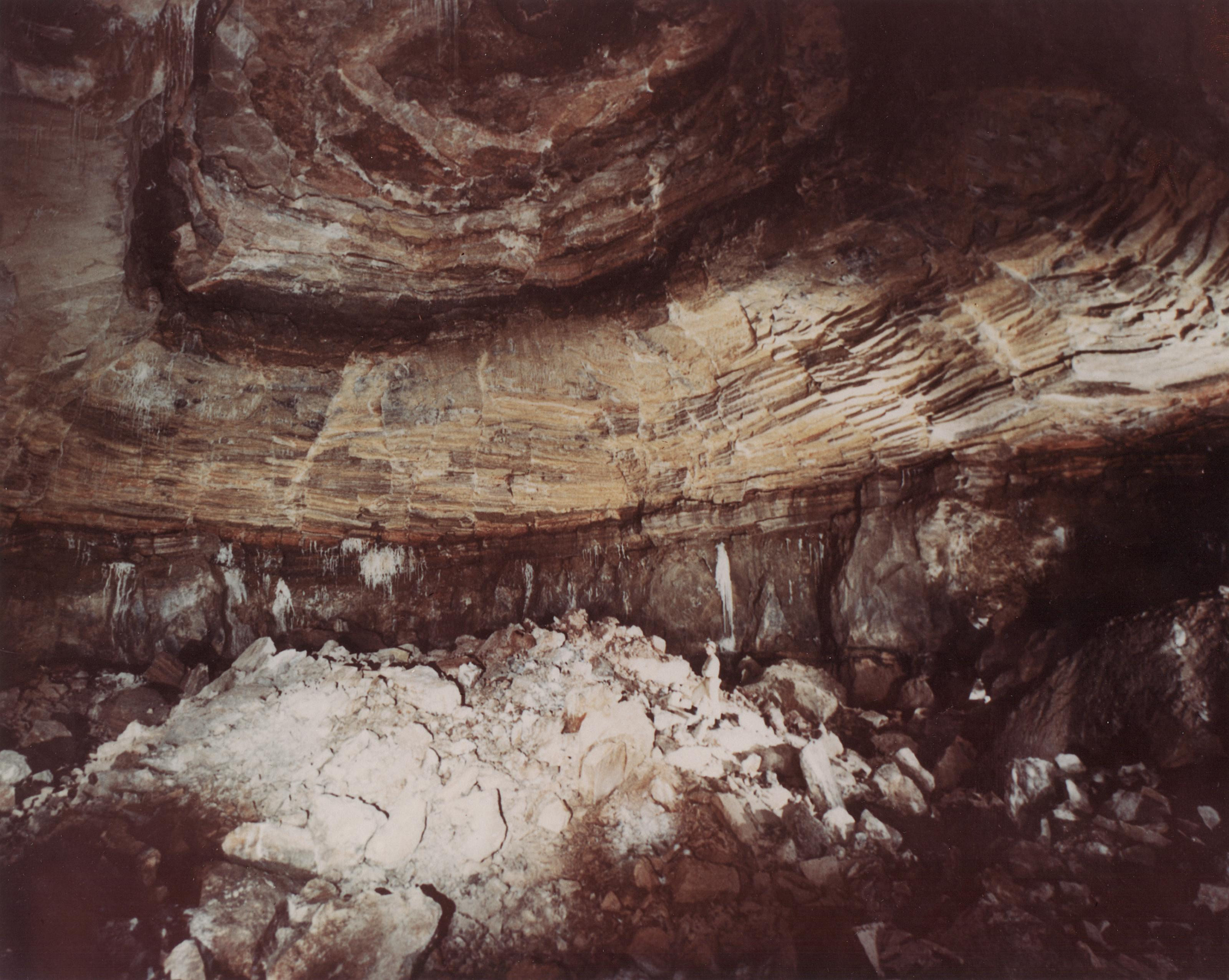
Aushöhlung der ersten Explosion (Nougat Gnome)

Am 7. Mai 1960 kündigte Präsident Eisenhower neue seismische Forschungen „für die Entdeckung von Atomtests“ an. Mit einem vom Forschungs- und Entwicklungsdirektor des US-Verteidigungsministeriums, Herbert York sowie dem „Vater der Wasserstoffbombe“ Edward Teller entwickelten so genannten Ditchdigger (Grabenbagger) wollte man mittels thermonuklearer Sprengungen künstliche Gräben oder Kanäle herstellen.
Die erste Testexplosion im Rahmen der Operation Plowshare fand Ende 1961 nahe Carlsbad in New Mexico statt. Dabei wurde eine Bombe mit einer Sprengkraft von drei Kilotonnen TNT-Äquivalent gezündet. Dies geschah in einem Steinsalzgebiet 360 Meter unter der Oberfläche, wobei eine runde 52 Meter große und 25 Meter hohe Aushöhlung entstand.
Ein halbes Jahr später wurde der Sedan-Kernwaffentest im Rahmen der Operation Storax durchgeführt, bei dem etwa 12 Millionen Tonnen Erde bewegt wurden. Diese Bombe von 104 Kilotonnen wurde, wie die meisten der 25 nachfolgenden Explosionen auch, auf der Nevada Test Site durchgeführt. Insgesamt dauerte die Operation bis Mai 1973.
Folgende Tabelle enthält alle bisher belegten Versuche:
| Testname   | Datum / Zeit (GMT)            | Ort                          | Sprengkraft | Testserie           |
| ---------- | ----------------------------- | ---------------------------- | ----------- | ------------------- |
| Gnome      | 10. Dezember 1961, 19:00 Uhr  | Carlsbad, New Mexico         | 3 kT        | Operation Nougat    |
| Sedan      | 6. Juli 1962, 17:00 Uhr       | Nevada Test Site, Area 10h   | 104 kT      | Operation Storax    |
| Anacostia  | 27. November 1962, 18:00 Uhr  | Nevada Test Site, Area 9i    | 5,2 kT      | Operation Storax    |
| Kaweah     | 21. Februar 1963, 19:47 Uhr   | Nevada Test Site, Area 9ab   | 3 kT        | Operation Storax    |
| Tornillo   | 11. Oktober 1963, 21:00 Uhr   | Nevada Test Site, Area 9aq   | 0,38 kT     | Operation Niblick   |
| Klickitat  | 20. Februar 1964, 15:30 Uhr   | Nevada Test Site, Area 10e   | 70 kT       | Operation Niblick   |
| Ace        | 11. Juni 1964, 16:45 Uhr      | Nevada Test Site, Area 2n    | 3 kT        | Operation Niblick   |
| Dub        | 30. Juni 1964, 13:33 Uhr      | Nevada Test Site, Area 10a   | 11,7 kT     | Operation Niblick   |
| Par        | 9. Oktober 1964, 14:00 Uhr    | Nevada Test Site, Area 2p    | 38 kT       | Operation Whetstone |
| Handcar    | 5. November 1964, 15:00 Uhr   | Nevada Test Site, Area 10b   | 12 kT       | Operation Whetstone |
| Sulky      | 18. Dezember 1964, 19:35 Uhr  | Nevada Test Site, Area 18d   | 0,9 kT      | Operation Whetstone |
| Palanquin  | 14. April 1965, 13:14 Uhr     | Nevada Test Site, Area 20k   | 4,3 kT      | Operation Whetstone |
| Templar    | 24. März 1966, 14:55 Uhr      | Nevada Test Site, Area 9bt   | 0,37 kT     | Operation Flintlock |
| Vulcan     | 25. Juni 1966, 17:13 Uhr      | Nevada Test Site, Area 2bd   | 25 kT       | Operation Flintlock |
| Saxon      | 11. Juli 1966, 15:33 Uhr      | Nevada Test Site, Area 2cc   | 1,2 kT      | Operation Latchkey  |
| Simms      | 6. November 1966, 14:45 Uhr   | Nevada Test Site, Area 10w   | 2,3 kT      | Operation Latchkey  |
| Switch     | 22. Juni 1967, 13:10 Uhr      | Nevada Test Site, Area 9bv   | 3,1 kT      | Operation Latchkey  |
| Marvel     | 21. September 1967, 20:45 Uhr | Nevada Test Site, Area 10ds1 | 2,2 kT      | Operation Crosstie  |
| Gasbuggy   | 10. Dezember 1967, 19:30 Uhr  | Farmington, New Mexico       | 29 kT       | Operation Crosstie  |
| Cabriolet  | 26. Januar 1968, 16:00 Uhr    | Nevada Test Site, Area 20l   | 2,3 kT      | Operation Crosstie  |
| Buggy      | 12. März 1968, 17:04          | Nevada Test Site, Area 30a-e | 5 × 1,08 kT | Operation Crosstie  |
| Stoddard   | 17. September 1968, 14:00 Uhr | Nevada Test Site, Area 2cms  | 31 kT       | Operation Bowline   |
| Schooner   | 8. Dezember 1968, 16:00 Uhr   | Nevada Test Site, Area 20u   | 30 kT       | Operation Bowline   |
| Rulison    | 10. September 1969, 21:00 Uhr | Grand Valley, Colorado       | 43 kT       | Operation Mandrel   |
| Flask      | 26. Mai 1970, 15:00 Uhr       | Nevada Test Site, Area 2az   | 105 kT      | Operation Mandrel   |
| Miniata    | 8. Juli 1971, 14:00 Uhr       | Nevada Test Site, Area 2bu   | 83 kT       | Operation Grommet   |
| Rio Blanco | 17. Mai 1973, 16:00 Uhr       | Rifle, Colorado              | 3 × 33 kT   | Operation Toggle    |

## Negative Folgen
Es gab mehrere negative Auswirkungen der 27 nuklearen Explosionen der Operation Plowshare, so sagt der Atomkraftgegner Benjamin K Sovacool:

„Das Projekt Gnome blies radioaktiven Dampf über die Presse-Tribüne. Die Presse war eingeladen worden, um die Sicherheit der Technik zu bestätigen. Die nächste Explosion, eine 104 Kilotonnen-Bombe auf dem Testgelände in Nevada, bewegte zwölf Millionen Tonnen Erde. Eine radioaktive Wolke stieg 12.000 Fuß hoch und ging über dem Mississippi-Fluss nieder. Weitere Konsequenzen waren vernichtetes Land, umgesiedelte Gemeinden, Tritium-kontaminiertes Wasser, Radioaktivität und Fallout von in die Atmosphäre geschleudertem Schutt. Die Verantwortlichen ignorierten die Probleme und spielten sie herunter, bis das Programm 1977, auch auf öffentlichen Druck hin, eingestellt wurde.“

## Resultat
Letztlich wurde keine der Anwendungsmöglichkeiten in die Tat umgesetzt. Auch die Fürsprache prominenter Wissenschaftler wie Edward Teller konnte keine Änderung an dem Resultat bringen. Neben der potentiellen Umweltverschmutzung durch radioaktive Kontaminierung war auch der Kostenfaktor ein enormes Hemmnis.
Am 16. Mai 1960 wurde in Paris zwischen den Großmächten USA, Russland, Frankreich ein Atomtest-Moratorium vereinbart. Erst im Mai 1977 wurde von der UNO eine Konvention über ein Verbot von „militärischen oder anderweitig feindlich gesinnten Einsätzen von Umwelt-Modifikationen“ verabschiedet, welches auf künstliche herbeigeführte Eingriffe in das Wettergeschehen oder provozierte geologische Reaktionen wie Erdbeben abzielt.